# Dornier Do 23
Dornier Do 23 là một loại máy bay ném bom hạng trung của Đức quốc xã trong thập niên 1930.

## Biến thể
- Do 23F
- Do 23G

## Tính năng kỹ chiến thuật (Do 23 G)
Dữ liệu lấy từ The Encyclopedia of World Aircraft 
Đặc điểm tổng quát
- Kíp lái: 4
- Chiều dài: 18,80 m (61 ft 8 in)
- Sải cánh: 25,60 m (84 ft)
- Chiều cao: 5,40 m (17 ft 8½ in)
- Diện tích cánh: 108 m² (1.163 ft²)
- Trọng lượng rỗng: 5.600 kg (12.346 lb)
- Trọng lượng cất cánh tối đa: 9.200 kg (20.282 lb)
- Động cơ: 2 × BMW VIU, 559 kW (750 hp)  mỗi chiếc

 Hiệu suất bay 
- Vận tốc cực đại: 260 km/h (140 kn, 161 mph)
- Tầm bay: 1.500 km (810 nmi, 932 mi)
- Trần bay: 4.200 m (13.779 ft)
- Tải trên cánh: 85,2 kg/m² (17,4 lb/ft²)
- Công suất/trọng lượng: 0,12 kW/kg (0,074 hp/lb)

Trang bị vũ khí

- Súng: 3 × súng máy MG 15 7,92 mm (.312 in)
- Bom: 1000 kg (2.205 lb) bom